# Temporada 1900-1901 del Liceu
La temporada 1900-1901 del Liceu s'obra el 15 de novembre amb l'estrena al Liceu de Siegfried. Es van produir diverses reformes, tals com la de les instal·lacions elèctriques, ventiladors, reflectors, altres de caràcter escenogràfic i l'augment de l'orquestr fins a 95 professors.
La companyia d'òpera que començà la temporada d'hivern estava formada pel següent elenc:
- Mestres directors d'orquestra: Edoardo Mascheroni, Joseph Mertens i Joan Goula.
- Sopranos: Louise von Ehrenstein (del teatre Imperial de Viena), Matilde de Lerma, Rosina Storchio, Leonilda Gabbi i Regina Pacini.
- Contralts: Armida Parsi-Pettinella, Adela Blasco, Irma Monti, Wanda Borisoff.
- Tenors: Raffaele Grani, Giuseppe Russitano, Alessandro Bonci, Edoardo Garbin.
- Barítons: Mario Sammarco, Agostino Guaccarini, Achille Moro.
- Baixos: Giulio Rossi i Constanti Thos.
- Tenors comprimaris:Anton Oliver i Dante Zucchi.
- Mestre de cors: Joaquim Marín.[3]

També debutà a La favorita el novell tenor català Josep Palet que havia estat escripturat per als teatres de San Carlos de Lisboa i Real de Madrid.
| Temporada 1900-1901 del Liceu |                       |                    |                   | |           |                                                           |
| Òpera                         | Compositor            | Director musical   | Director d'escena | Papers principals | Producció | Dates                                                     |
| Siegfried                     | Richard Wagner        | Joseph Mertens     | Rinaldo Rossi     | Louise von Ehrenstein/Marguerite Picard, Wanda Borisoff,Una Bardi, Raffaele Grani/Antonio Ceppi, Dante Zucchi, Achille Moro/Baldassari Luigi, Agostino Guaccarini/Alessandro Arcangeli, Espattero Palazzi/Augustin Calvo |           | 15 de novembre                                            |
| Aida                          | Giuseppe Verdi        |                    |                   | Matilde de Lerma, Armida Parsi-Pettinella, Duc/Vincenzo Larizza, Achille Moro, Giulio Rossi/De Segurola Andres Perellò                                                                                                   |           | novembre                                                  |
| La favorita                   | Gaetano Donizetti     | Joan Goula         |                   | Josep Palet/Alessandro Bonci, Mario Sammarco/Achille Moro, Armida Parsi Pettinella/Elvira Lorini, De Segurola Andres Perellò                                                                                             |           | 24, 25, 27, 29 novembre 1900 / 31 gener / 2, 5, 10 febrer |
| Hamlet                        | Ambroise Thomas       |                    |                   | Regina Pacini, Mario Sammarco, Armida Parsi-Pettinella |           | desembre                                                  |
| Die Walküre                   | Richard Wagner        | Edoardo Mascheroni |                   | Louise Von Ehrenstein, Adalgisa Gabbi, Wanda Borisoff, Raffaele Grani, Agostino Gnaccarini, Salvador Leon |           | 17 de desembre                                            |
| Carmen                        | Georges Bizet         | Edoardo Mascheroni |                   | Adela Blasco, Luis Iribarne, Achille Moro, Una Bardi |           | desembre                                                  |
| Zazà                          | Ruggero Leoncavallo   |                    |                   | |           |                                                           |
| Hänsel und Gretel             | Engelbert Humperdinck |                    |                   | |           |                                                           |
| Iris                          | Pietro Mascagni       |                    |                   | Rosina Storchio, Edoardo Garbin, Achille Moro, Giulio Rossi |           | desembre                                                  |
| La traviata                   | Giuseppe Verdi        | Edoardo Mascheroni |                   | Rosina Storchio, Edoardo Garbin, Achille Moro |           | desembre                                                  |
| Mignon                        | Ambroise Thomas       |                    |                   | Luigi Baldasari, Rosina Storchio, Alessandro Bonci, Giulio Rossi |           | gener                                                     |